# التهاب حاد منتشره مغزی

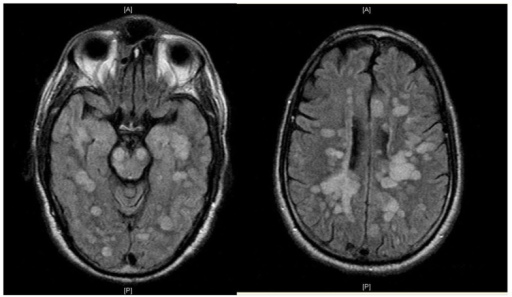
التهاب حاد منتشره مغزی ضایعات بسیاری را در مغز به همراه دارد.

التهاب حاد منتشره مغزی (به انگلیسی:Acute disseminated encephalomyelitis) یا به اختصار ADEM بیماری خودایمنی نادری است که باعث حمله گسترده به مغز و طناب نخاعی می‌شود. همچنین باعث حمله سلول‌های سیستم عصبی مرکزی شده و با آسیب به میلین آن‌ها، باعث تخریب قشر سفید مغز می‌شود. این بیماری معمولاً در اثر عفونت‌های ویروسی یا واکسیناسیون به وجود می‌آید.